# Décès en 1093
Décès
- 1089
- 1090
- 1091
- 1092
- 1093
- 1094
- 1095
- 1096
- 1097

Cette page dresse une liste de personnalités mortes au cours de l'année 1093 :
- 1er février : Abul Hasan Hankari (en), mystique musulman.
- 2 février : Geoffroy de Montbray, ou Geoffroy de Coutances, évêque de Coutances et baron anglo-normand.
- avril : Rhys ap Tewdwr, roi de Deheubarth, royaume gallois.
- 13 avril : Vsevolod Ier, prince de Kiev.
- 21 juin : Sophie de Bar, comtesse de Bar et de Mousson.
- 3 juillet : Robert de Rhuddlan (en), aventurier et seigneur gallois.
- 30 juillet : Berthe de Hollande, ou Berthe de Frise, reine des Francs.
- 4 août : Alain le Roux, noble breton qui participa à la conquête normande de l'Angleterre et en devint l'un des plus riches barons.
- 29 août : Hugues Ier de Bourgogne, duc de Bourgogne de 1076 à 1079, puis moine à l'abbaye de Cluny.
- 22 septembre : Olaf III de Norvège, roi de Norvège.
- 26 septembre : Kaoruko, impératrice consort (chūgū) du Japon.
- 13 novembre : Malcolm III d'Écosse, dit Malcolm III Canmore, roi d'Écosse de 1058 à 1093, tué lors d’une expédition contre l’Angleterre.
- 16 novembre : Marguerite d'Écosse, reine d'Écosse (Sainte patronne de l'Écosse).

- Aimery IV de Thouars, 11e vicomte de Thouars.
- Amatus de Nusco (en), évêque de Nusco (en), près d'Roman Catholic Diocese of Nusco.
- Anselme (en), archevêque de Milan.
- Berenguer I de Berga (en), comte de Berga.
- Eudes V, ou Eudes V de Grancey, ou Eudes III de Troyes, comte de Troyes et de Meaux.
- Bertrand II de Provence, comte de Provence.
- Fothad II de Cennrígmonaid, évêque de Cennrígmonaid.
- Gao (en), impératrice consort chinoise.
- Geoffroy Ier de Penthièvre, comte de Penthièvre.
- Iestyn ap Gwrgant, dernier souverain du royaume gallois de Morgannwg, qui comprenait les comtés modernes de  Glamorgan et de Monmouthshire.
- Kruto, prince de Wagrie.
- Lope Íñiguez, second seigneur de Biscaye.
- Roger de Hainaut, évêque de Châlons-en-Champagne.
- Rostislav Vsevolodovich (en), prince de Pereyaslavl (en).
- Ulric de Ratisbonne, ou  saint Ulric de Zell, religieux allemand et saint de l’Église catholique.
- Zachas, émir turc seldjoukide qui a régné sur un État indépendant basé à Smyrne (aujourd'hui Izmir).

date incertaine (vers 1093)
- Wang Shen, peintre chinois.

## Crédit d'auteurs
- Cet article est partiellement ou en totalité issu de l'article intitulé « 1093 » (voir la liste des auteurs).